# Carbonin
Carbonin (Schluderbach in tedesco) è una località del comune italiano di Dobbiaco, in provincia di Bolzano.

## Geografia fisica

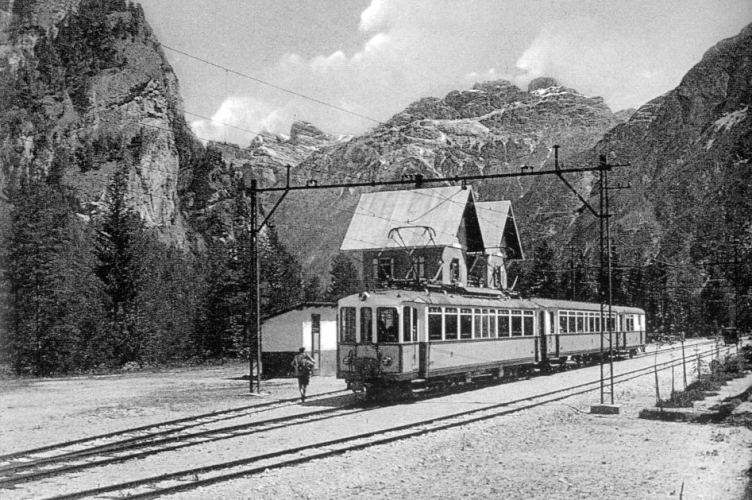
Il treno della ferrovia delle Dolomiti presso Carbonin

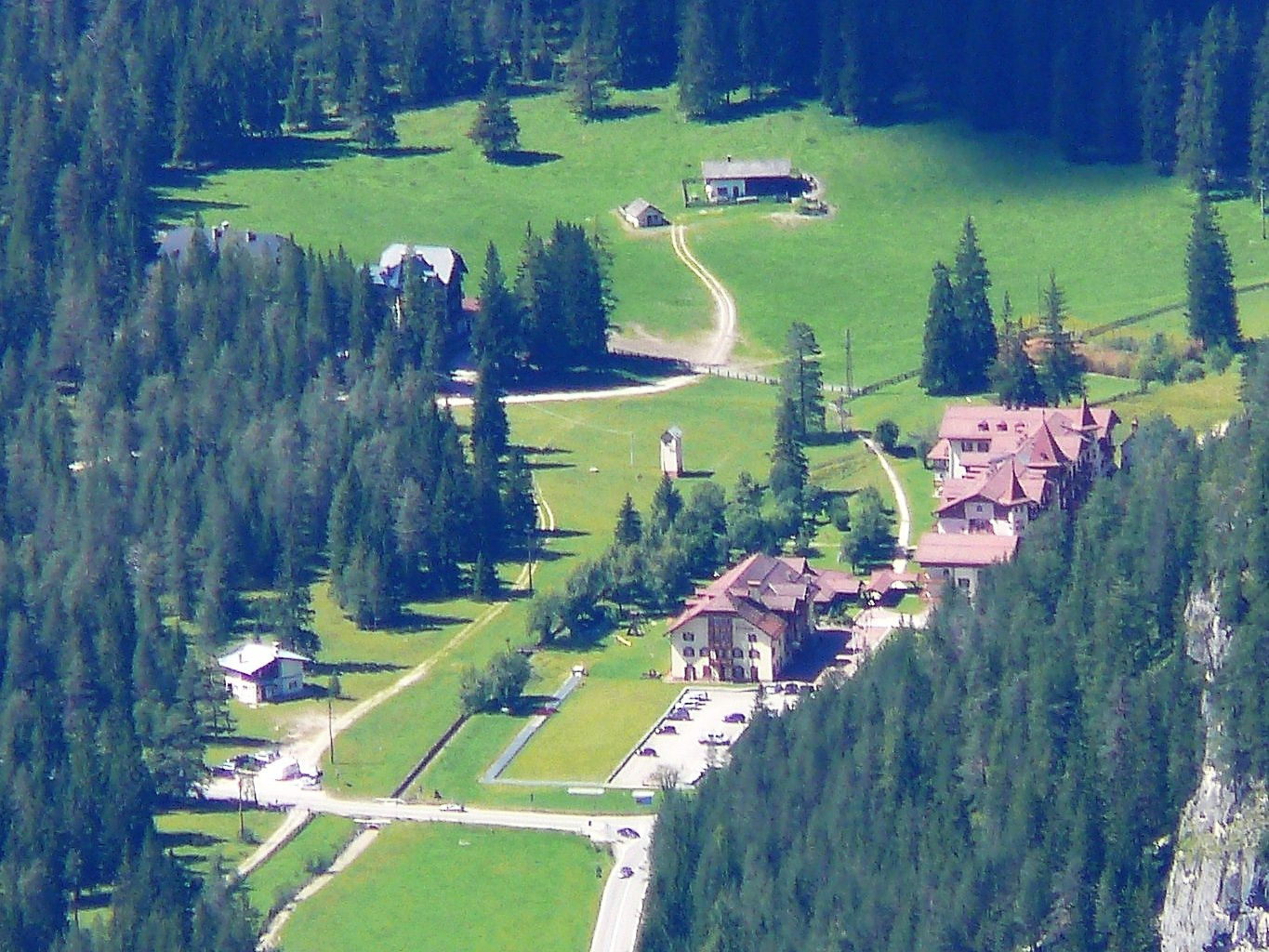
Carbonin vista dal monte Rudo. Nella foto l'incrocio tra le due strade statali, una che porta a Cortina (SS51, verso il passo Cimabanche) e l'altra che porta a Misurina (SS48bis, poi SP49). Il prosieguo della SS51 (verso il fondo della foto) conduce a Dobbiaco

Carbonin si colloca fra la val di Landro e l'omonimo lago, la valle del Rienza e la Valle del Rio Popena ed è attraversata dalla strada di Alemagna che congiunge la val Pusteria in Alto Adige a Cortina d'Ampezzo, provincia di Belluno nel Veneto.
La località si posiziona quindi alla confluenza di ben tre parchi naturali dolomitici: Tre Cime, Fanes-Sennes-Braies e di Ampezzo.
La località non è da confondere con Carbonin vecchia (Altschluderbach), luogo che si trova ben 13 km a nord, nei pressi di Dobbiaco, e noto perché il compositore Gustav Mahler vi compose alcuni brani.

## Storia
Il toponimo "Carbonin" assegnato dagli abitanti della vicina Auronzo di Cadore, deriva dal fatto che nel 1800 il legname tagliato nei boschi circostanti veniva utilizzato dalle numerose carbonaie ivi presenti.
Il toponimo tedesco è comunque quello originario, attestato sin dal 1318 come Sluderpache e nel 1430 come Sluderpach; esso si riferisce a un corso d'acqua irrequieto.
Un altro toponimo tedesco, Leger, è attestato successivamente, nel 1840, e fa riferimento al luogo di accatastamento della legna pronta a essere asportata (dal ted. "Lagerplatz").

## Monumenti e luoghi d'interesse

Effetti dell'artiglieria italiana durante la prima guerra mondiale su un albergo a Carbonin

La Carbonin odierna è un luogo di villeggiatura, costituito da un piccolo complesso di caseggiati, nelle vicinanze (a 3 km) del lago di Landro, nella omonima valle.
Il "paese", se così si vuol definire, è composto principalmente da una casa per ferie, denominata residence Villaggio Ploner.
Presso il paese passa l'alta via n. 3, che partendo da Villabassa giunge a Longarone.

## Infrastrutture e trasporti
A Carbonin vi è il bivio con la SS 48 bis che, superato il Col Sant'Angelo porta a Misurina (e al lago di Misurina) per poi ricongiungersi con la SS 48 da Auronzo a Cortina. L'altra diramazione porta invece sempre a Cortina d'Ampezzo, ma superando il passo di Cimabanche.
La stazione di Carbonin-Misurina sorgeva lungo la ferrovia delle Dolomiti, attiva in questa tratta fra il 1921 e il 1962; soppresso il servizio, il percorso è stato riadattato a pista ciclabile in estate e pista da sci di fondo in inverno. Il fabbricato viaggiatori venne in seguito demolito per lasciar spazio alla strada che collegava il "paese" con Misurina.